# Крук строкатий
Крук строкатий (Corvus albus) — вид горобцеподібних птахів роду крук (Corvus) родини воронових (Corvidae). Видова назва albus дослівно означає «білий».

## Опис
Довжина тіла 45–53 см. Розмах крил 33–39 см. Вага 520 г. Оперення глянсово-чорне окрім білих грудей, плечей, білі комірця. Дзьоб і ноги чорні. Очі темно-коричневого кольору.

## Спосіб життя
Як правило, зустрічається парами або невеликими групами, хоча рясне джерело їжі може привабити велику кількість птахів. Живиться падлом, а також знаходить живу здобич, головним чином, на землі: комахи та інші безхребетні, дрібні рептилії і ссавці і молоді птахи — останніх ловить іноді в польоті. Є повідомлення, що вбиває та їсть сплячих кажанів. Яйця інших птахів доповнюють раціон. Підбирає залишки зерна на полях.
Будує переважно на високих, вільно стоячих деревах або телефонних стовпах, великі гнізда з натуральних матеріалів, таких як гілки або трави, але також використовується ганчір'я. Блідо-зеленуваті, коричнево-плямисті 4–5 яєць, залежно від широти, висиджуються в період з вересня по листопад. Інкубаційний період становить 18–19 днів. Гніздовий період (час від вилуплення до оперення молоді) становить близько 45 днів. У вихованні беруть участь обидві статі.

## Ареал і місця існування
Країни поширення: Ангола, Бенін, Ботсвана, Буркіна-Фасо, Бурунді, Камерун, Центральноафриканська Республіка, Чад, Коморські острови, Конго, Конго, Демократична Республіка, Кот-д'Івуар, Джибуті, Екваторіальна Гвінея, Еритрея, Ефіопія, Габон, Гамбія, Гана, Гвінея, Гвінея-Бісау, Кенія, Лесото, Ліберія, Мадагаскар, Малаві, Мавританія, Маврикій, Майотта, Мозамбік, Намібія, Нігер, Нігерія, Руанда, Сенегал, Сейшельські острови, Сьєрра-Леоне, Сомалі, Південна Африка, Південний Судан, Судан, Есватіні, Танзанія, Того, Уганда. 
Мешкає на південь від Сахари (в тому числі на Мадагаскарі) у різних угіддях, окрім густих лісів та пустель. Живе на узліссях та на відкритій місцевості, частіше можна зустріти на берегах внутрішніх вод, на морському узбережжі, а також у культурних ландшафтах поблизу населених пунктів. Живе на висотах до 4500 м, наприклад, на Кіліманджаро.

## Галерея

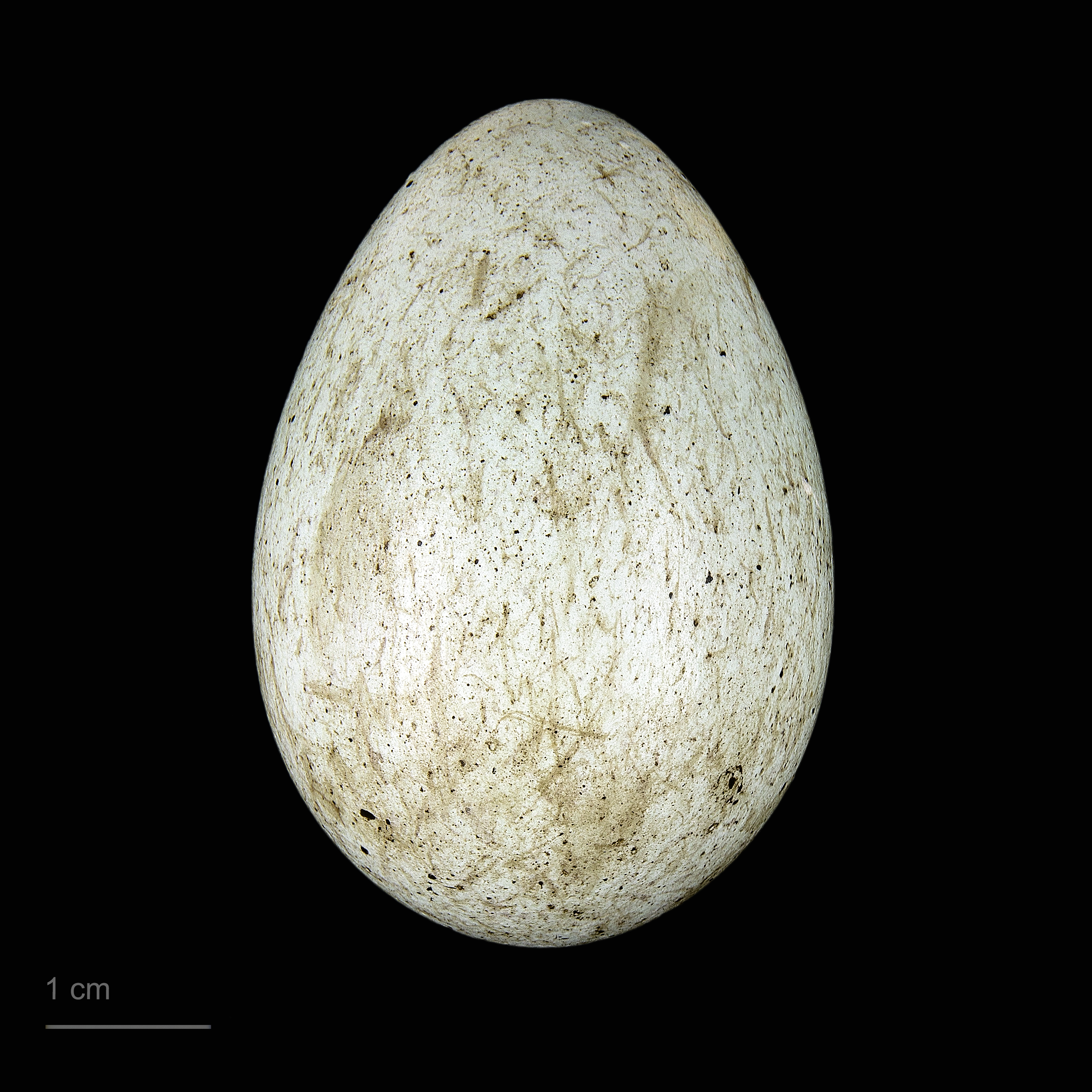
яйце Corvus albus  - Тулузький музей
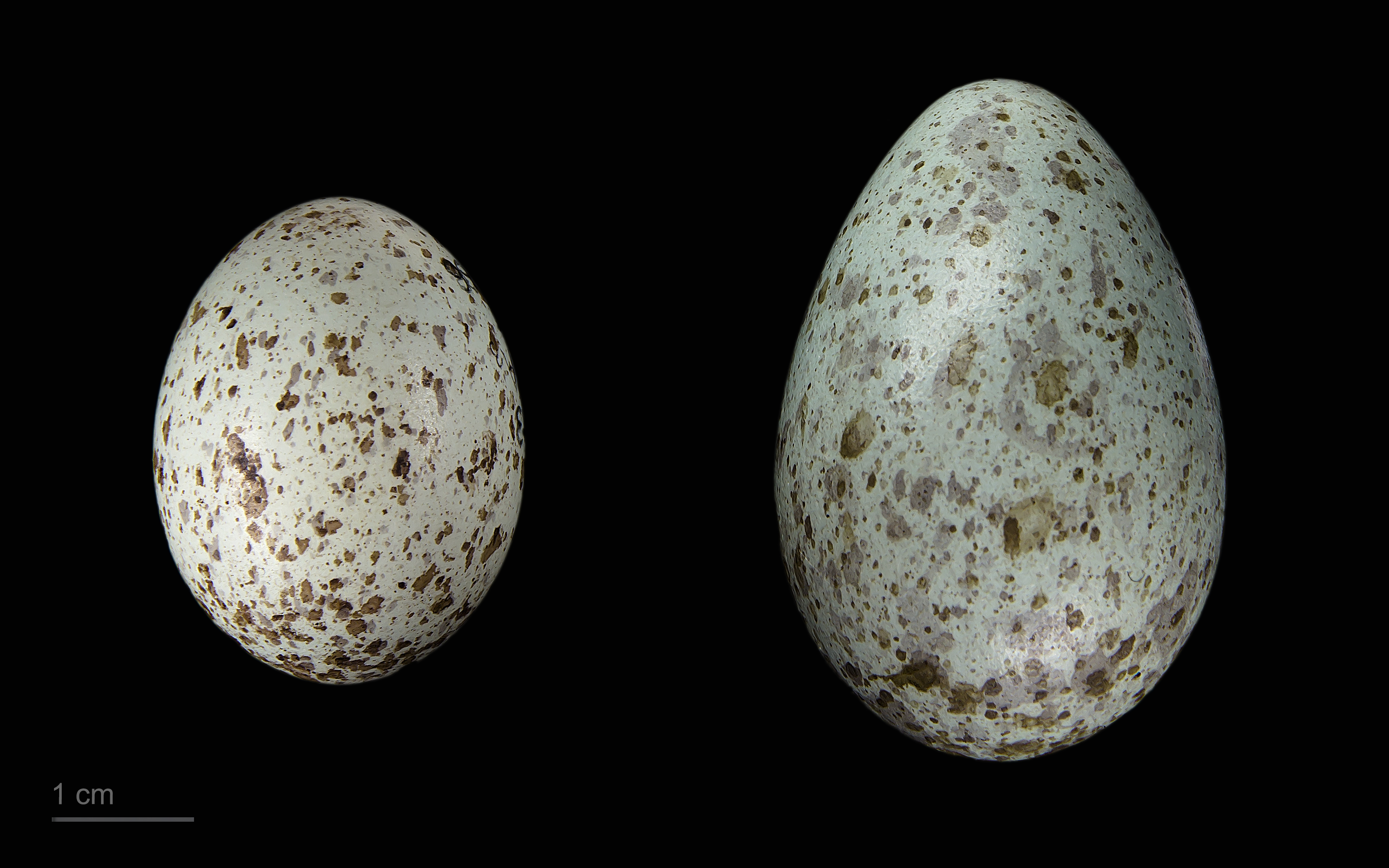
яйце Clamator glandarius +  Corvus albus - Тулузький музей